# Canal Fulton

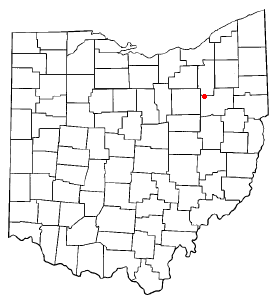
Canal Fulton na planie stanu Ohio

Canal Fulton – miasto w Stanach Zjednoczonych, w stanie Ohio, w hrabstwie Stark. Miejscowość powstała w roku 1832.  
Liczba mieszkańców w 2010 roku wynosiła 5479, a w roku 2012 wyniosła 5484.